# Selliguea hastata
Selliguea hastata är en stensöteväxtart som först beskrevs av Carl Peter Thunberg och som fick sitt nu gällande namn av Fraser-Jenk.
Selliguea hastata ingår i släktet Selliguea och familjen Polypodiaceae. Utöver nominatformen finns också underarten Selliguea hastata  longisquamata.